# Quelli dell'intervallo
Quelli dell'intervallo è stata una sitcom italiana trasmessa su Disney Channel tra il 2005 e il 2008.

## Sinossi
La sitcom è incentrata sulle vicende di tredici ragazzi che, durante l'intervallo scolastico, si ritrovavano davanti alla finestra del corridoio a discutere di argomenti quotidiani e combinare guai imprevedibili.

## Sigla
La sigla della sitcom si intitola Siamo quelli dell'intervallo: è cantata dai giovani attori protagonisti con la partecipazione del coro dei Piccoli Cantori di Milano. Le parole sono di Giovanni Zola e Lucia Minati.

## Episodi
| Stagione         | Episodi | Prima TV |
| ---------------- | ------- | -------- |
| Prima stagione   | 52      | 2005     |
| Seconda stagione | 52      | 2005     |
| Terza stagione   | 30      | 2006     |
| Quarta stagione  | 52      | 2006     |
| Quinta stagione  | 52      | 2007     |
| Sesta stagione   | 52      | 2007     |
| Settima stagione | 29      | 2008     |

## Produzione
La sitcom ha debuttato su Disney Channel il 12 settembre 2005 e si è conclusa il 28 novembre 2008; dal 2020 è parte del catalogo di Disney Plus.

## Personaggi
Alla sitcom hanno partecipato diversi personaggi famosi appartenenti al mondo dello spettacolo: Enzo Iacchetti, Max Pisu, Francesco Facchinetti, Maria Amelia Monti, Giovanni Muciaccia, Gabriele Cirilli, Natalia Estrada, Fabrizio Fontana, Pino Insegno e Jessica Polsky.

## Spin-off

### Casa Pierpiero
Casa Pierpiero

## Programmazione internazionale
- As the Bell Rings
- As the Bell Rings
- As the Bell Rings
- As the Bell Rings
- Prikoly na peremenke
- The yasumi jikan
- Ke jian hao shiguang
- Trop la classe!
- Kurze pause
- Cambio de clase
- Break Time Masti Time
- Quando toca o sino
- Zil çalınca
- Waktu Rehat
- Cuando toca la campana
- Når klokken ringer
- Polonia - Do dzwonka